# 黄连山省
黄连山省，是1975年至1991年间位于越南西北部的省份，省莅安沛市社，今属老街省和安沛省。

## 地理
黄连山省北接中国云南省，西接莱州省，南接山罗省，东接河宣省和永富省。面积14125平方千米，1991年总人口为784800人。

## 历史
1975年12月27日，越南政府合并省份，老街省、安沛省和义路省木江界县、文振县、站奏县、申渊县4县合并为黄连山省，省莅安沛市社。下辖安沛市社、甘棠市社、老街市社、义路市社4市社和北河县、保胜县、保安县、坝洒县、陆安县、木江界县、猛康县、沙垻縣、新马街县、申渊县、站奏县、镇安县、文盘县、文振县、文安县和安平县16县。
1978年3月4日，义路市社并入文振县。
1979年4月17日，新马街县并入北河县，甘棠市社并入老街市社。
1986年1月13日，保胜县2社划归老街市社管辖。
1991年时，黄连山省下辖安沛市社、老街市社2市社和北河县、保胜县、保安县、坝洒县、陆安县、木江界县、猛康县、沙垻縣、申渊县、站奏县、镇安县、文盘县、文振县、文安县和安平县15县。
1991年8月12日，越南国会通过决议，撤销黄连山省，恢复老街省和安沛省。老街省下辖老街市社和北河县、保胜县、保安县、坝洒县、猛康县、沙垻縣、申渊县、文盘县8县，省莅老街市社；安沛省下辖安沛市社和陆安县、木江界县、站奏县、镇安县、文振县、文安县、安平县7县，省莅安沛市社。

## 行政区划
1991年，黄连山省下辖2市社11县。
- 安沛市社
- 老街市社
- 北河县
- 保胜县
- 保安县
- 坝洒县
- 陆安县
- 木江界县
- 猛康县
- 沙垻縣
- 申渊县
- 站奏县
- 镇安县
- 文盘县
- 文振县
- 文安县
- 安平县